# The Real Folk Blues (альбом Джона Лі Гукера)
The Real Folk Blues — студійний альбом американського блюзового музиканта Джона Лі Гукера, випущений у 1966 році лейблом Chess. Вийшов у серії «Real Folk Blues». У 2017 році альбом був включений до Зали слави блюзу.

## Опис
Цей альбом 1966 року Джона Лі Гукера став третім випуском у серії «Real Folk Blues», яка була започаткована Chess у 1960-х для випуску найбільш знакових блюзових виконавців лейблу. Однак на відміну від інших альбомів серії, наприклад Мадді Вотерса чи Хауліна Вульфа, які стали збірками старих записів, альбом Гукера був записаний у травні 1966 року.
Тут Джон Лі Гукер виконує перероблені старі свої пісні («I'm in the Mood», «Stella Mae») та експериментує із новими («One Bourbon, One Scotch, One Beer» Еймоса Мілберна); йому акомпанують детройтський гітарист Едді Бернс і чиказькі сесійні музиканти, піаніст Лафаєтт Лік та ударник С. П. Лірі.
У 2017 році альбом The Real Folk Blues Гукера (Chess, 1966) був включений до Зали слави блюзу (в категорії «Класичний блюзовий запис — альбом»).

## Список композицій
1. «Let's Go Out Tonight» (Джон Лі Гукер) — 7:05
2. «Peace Lovin' Man» (Джон Лі Гукер) — 3:48
3. «Stella Mae» (Джон Лі Гукер) — 2:59
4. «I Put My Trust in You» (Джон Лі Гукер) — 5:15
5. «I'm in the Mood» (Бернард Бесмен, Джон Лі Гукер) — 2:41
6. «You Know, I Know» (Джон Лі Гукер) — 3:46
7. «I'll Never Trust Your Love Again» (Джон Лі Гукер) — 3:20
8. «One Bourbon, One Scotch, One Beer» (Джон Лі Гукер) — 2:58
9. «The Waterfront» (Джон Лі Гукер) — 5:25

## Учасники запису
- Джон Лі Гукер — вокал, гітара
- Едді Бернс — гітара
- Лафаєтт Лік — фортепіано
- С. П. Лірі — ударні

Технічний персонал
- Ральф Басс — продюсер, текст
- Дон С. Бронстейн — дизайн